# Piazza di Pietra
La Piazza di Pietra est une place du centre historique de Rome. Elle est reliée à la très centrale Via del Corso.

## Description
La place est dominée par la colonnade du Temple d'Hadrien, érigée par l'empereur Antonin le Pieux en l'honneur de son père adoptif Hadrien : cette colonnade fut incorporée à la fin du XVIIe siècle dans le nouveau bâtiment de la Dogana dei Beni di Terra par l'architecte Carlo Fontana. Au XIXe siècle, elle devint la Bourse de Rome et finalement le siège de la Chambre de Commerce de Rome.
Le nom de la place (littéralement Place de pierre) est d'origine populaire, probablement en raison de la grandeur des pierres de la colonnade ; l'ancien nom de Piazza dei Preti (place des prêtres) était dû à la présence d'un hospice pour prêtres invalides présent sur la place et dépendant de l'hospice San Michele.
D'autres bâtiments remarquables donnant sur la place sont le Palais Ferrini Cini et le Collège des Bergamasques.